# Megapodagrion megalopus
Megapodagrion megalopus är en trollsländeart som först beskrevs av Selys 1862.  Megapodagrion megalopus ingår i släktet Megapodagrion och familjen Megapodagrionidae. Inga underarter finns listade i Catalogue of Life.